# Stand!
Stand! es el cuarto álbum de la banda de funk Sly & the Family Stone, editado por Epic en 1969.

## Descripción
Es un disco repleto de temas que tuvieron enorme repercusión: Everyday people, una oda a la tolerancia, consiguió el n.º 1 en las listas de Billboard; I want to take you higher, se convirtió en uno de los himnos de Woodstock, mezclando gospel, guitarra bluseras y sonido de metales, con un ritmo claramente precursor de la música disco.
Stand! permaneció más de 100 semanas en las listas de Lps, alcanzando el nº13. El álbum recopilatorio que se publicó al año siguiente, alcanzó el n.º 2. Asimismo, en el 2003, en una edición especial, la revista Rolling Stone posicionó el álbum en el puesto 118 de su lista de los 500 mejores álbumes de todos los tiempos.
Sly Stone Stewart desarrolló un camino de soul sociopolítico, que influyó enormemente en la música de los años 70 y en la evolución del jazz fusión.

## Temas
El álbum contenía los siguientes temas:
- 01.Stand!  (Stewart)  3:08
- 02.Don't call me nigger, whitney  (Stewart)   5:59
- 03.I want to take you higher  (Stewart)   5:22
- 04.Somebody's watching you  (Stewart)  3:29
- 05.Sing a simple song   (Stewart)   3:55
- 06.Everyday people  (Stewart)   2:20
- 07.Sex machine   (Stewart)  13:49
- 08.you can make it if you try  (Stewart)   3:39